# Bugreiro

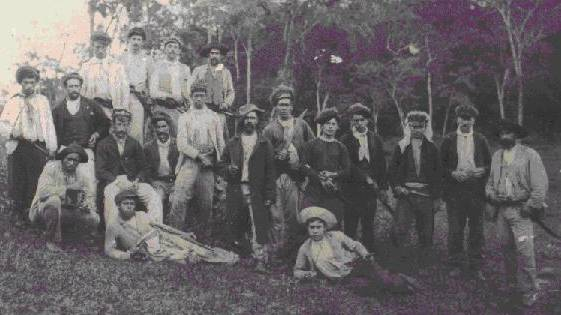
Banda di bugreiros

Il bugreiro era un cacciatore di indigeni assunto dai governi degli stati di Paraná, Rio Grande do Sul, Santa Catarina e São Paulo, o da enti privati di colonizzazione, incaricato di attaccare e sterminare gli indigeni, considerati una "minaccia alla civiltà", in particolare gli xokleng dell'Alto Vale do Itajaí. Il termine "bugreiro" deriva da "bugre", un appellativo dispregiativo usato per gli indigeni del sud del Brasile.

## Storia
I bugreiros effettuavano attacchi a sorpresa, devastando villaggi indigeni che avevano scarse possibilità di difesa. Le truppe di bugreiros erano formate da 8 a 15 uomini, in maggior parte caboclos, ovvero persone di origini indigene brasiliane ed europee miste, con una profonda conoscenza del territorio e generalmente imparentati tra loro, che agivano sotto l'azione di un leader con pieno potere decisionale. I gruppi offrivano servizi di protezione per viaggiatori, mandriani e geometri che necessitavano di attraversare territori con una frequente presenza indigena.
Le operazioni dei bugreiro per scacciare gli indigeni assomigliavano a operazioni di guerra, come si può capire dal testo seguente: